# Fabio Quagliarella
Fabio Quagliarella (pronunciación en italiano: /ˈfaːbjo kwaʎʎaˈrɛlla/; Castellammare di Stabia, Nápoles, Italia, 31 de enero de 1983) es un exfutbolista italiano que jugaba de delantero. Su último equipo fue la U. C. Sampdoria de Italia.

## Trayectoria
Quagliarella empezó su carrera futbolística en las categorías inferiores del Torino. Debutó con el primer equipo en la Serie A el 14 de mayo de 2000 en un encuentro contra el Piacenza. Para que ganara experiencia el club decidió cederlo a equipos que militaban en categororías inferiores. De esta forma Quagliarella jugó cedido en la Fiorentina (en esa época se llamaba Florentia Viola y militaba en la Serie C2) y en el Calcio Chieti. Regresó en 2004, cuando el Torino militaba en la Serie B. Esa temporada, en la que marcó 8 goles, su equipo ganó en los play-off de ascenso al Ascoli.
Lamentablemente el equipo no pudo ascender a la Serie A debido a los problemas financieros del club. De este modo el ascenso se le concedió al Ascoli: este conjunto es precisamente el que se interesó por Quagliarella, fichándolo para la siguiente temporada. Para poder realizar el fichaje el Ascoli tuvo que aliarse con el Udinese para que pagara la mitad del traspaso; de esta forma el jugador pasa a ser propiedad de los dos equipos. La temporada 2005-2006 jugó en el Ascoli y la siguiente se marchó a la Sampdoria, club que compró el porcentaje de los derechos que el Ascoli tenía sobre el jugador.
Ese año Quagliarella consiguió anotar trece goles. El 22 de junio de 2007 pasó a formar parte del Udinese y el 29 de junio de 2009 se confirmó su traspaso al Napoli, por la cantidad de 19 millones de euros. Terminó su primera temporada en el conjunto partenopeo con 11 goles en 34 partidos, anotando tres dobletes. El 27 de agosto de 2010, fue cedido a la Juventus, que pagó la cantidad de 4,5 millones de euros, cerrando el contrato con opción de compra para la próxima temporada 2011-2012, debiendo pagar la "Vecchia Signora" 10,5 millones de euros. En junio de 2011 el conjunto de Turín ejerció los derechos de opción de compra del delantero.
La temporada 2012/13 se inició con la consecución de la Supercopa de Italia en el Estadio Nacional de Pekín tras imponerse al Napoli por 4 a 2, aunque Fabio no disputó ningún minuto. En el regreso de la Juventus a la Liga de Campeones después de tres años de ausencia, Quagliarella entró al terreno de juego en el minuto 75 de partido en sustitución de Sebastian Giovinco marcando el segundo tanto de su equipo de sellaba el empate ante el Chelsea en Stamford Bridge a falta de diez minutos para la conclusión del encuentro.

## Selección nacional
Fue internacional con la selección de fútbol de Italia en 28 ocasiones y marcó 9 goles. Debutó el 29 de marzo de 2007, en un encuentro válido por las eliminatorias para la Eurocopa 2008 ante la selección de Escocia que finalizó con marcador de 2-0 a favor de los italianos. Fue convocado para participar en la Eurocopa de Austria y Suiza de 2008, donde disfrutó de unos minutos en el encuentro frente a Rumania. Participó en la Copa FIFA Confederaciones 2009 en Sudáfrica, y fue incluido por Marcello Lippi en el plantel italiano para afrontar la Copa Mundial de Fútbol de 2010. Jugó la segunda parte del partido frente a Eslovaquia, el último de la primera fase, donde propició el gol de Di Natale, se vio anular una anotación por fuera de juego y marcó el gol del 3-2 con un tiro desde fuera de área, en tiempo de prolongación.
El 26 de marzo de 2019, con un doblete de penalti, se convirtió en el goleador más veterano de la historia de la selección italiana con 36 años y 54 días en el encuentro de clasificación para la Eurocopa 2020 ante Liechtenstein.

### Participaciones en Copas del Mundo
| Mundial                        | Sede      | Resultado    |
| ------------------------------ | --------- | ------------ |
| Copa Mundial de Fútbol de 2010 | Sudáfrica | Primera fase |

### Participaciones en Eurocopas
| Eurocopa      | Sede            | Resultado        |
| ------------- | --------------- | ---------------- |
| Eurocopa 2008 | Austria y Suiza | Cuartos de final |

### Participaciones en Copas FIFA Confederaciones
| Copa                           | Sede      | Resultado    |
| ------------------------------ | --------- | ------------ |
| Copa FIFA Confederaciones 2009 | Sudáfrica | Primera fase |

## Estadísticas
- Actualizado al último partido jugado el 16 de mayo de 2022.

| Club                | Temporada           | Liga  | Liga  | Copas nacionales(1) | Copas nacionales(1) | Torneos internacionales(2) | Torneos internacionales(2) | Total | Total |
| Club                | Temporada           | Part. | Goles | Part.               | Goles               | Part.                      | Goles                      | Part. | Goles |
| ------------------- | ------------------- | ----- | ----- | ------------------- | ------------------- | -------------------------- | -------------------------- | ----- | ----- |
| Torino · Italia     | 1999-00             | 1     | 0     | -                   | -                   | -                          | -                          | 1     | 0     |
| Torino · Italia     | 2001-02             | 4     | 0     | -                   | -                   | -                          | -                          | 4     | 0     |
| Torino · Italia     | Total               | 5     | 0     | 0                   | 0                   | 0                          | 0                          | 5     | 0     |
| Fiorentina · Italia | 2002-03             | 12    | 1     | -                   | -                   | -                          | -                          | 12    | 1     |
| Fiorentina · Italia | Total               | 12    | 1     | 0                   | 0                   | 0                          | 0                          | 12    | 1     |
| Chieti · Italia     | 2002-03             | 11    | 2     | -                   | -                   | -                          | -                          | 11    | 2     |
| Chieti · Italia     | 2003-04             | 32    | 17    | -                   | -                   | -                          | -                          | 32    | 17    |
| Chieti · Italia     | Total               | 43    | 19    | 0                   | 0                   | 0                          | 0                          | 43    | 19    |
| Torino · Italia     | 2004-05             | 34    | 7     | 4                   | 2                   | -                          | -                          | 38    | 9     |
| Torino · Italia     | Total               | 34    | 7     | 4                   | 2                   | 0                          | 0                          | 38    | 9     |
| Ascoli · Italia     | 2005-06             | 33    | 3     | -                   | -                   | -                          | -                          | 33    | 3     |
| Ascoli · Italia     | Total               | 33    | 3     | 0                   | 0                   | 0                          | 0                          | 33    | 3     |
| Sampdoria · Italia  | 2006-07             | 35    | 13    | 7                   | 1                   | -                          | -                          | 42    | 14    |
| Sampdoria · Italia  | Total               | 35    | 13    | 7                   | 1                   | 0                          | 0                          | 42    | 14    |
| Udinese · Italia    | 2007-08             | 37    | 12    | 2                   | 0                   | -                          | -                          | 39    | 12    |
| Udinese · Italia    | 2008-09             | 36    | 13    | 1                   | 0                   | 11                         | 8                          | 48    | 21    |
| Udinese · Italia    | Total               | 73    | 25    | 3                   | 0                   | 11                         | 8                          | 87    | 33    |
| Napoli · Italia     | 2009-10             | 34    | 11    | 2                   | 0                   | -                          | -                          | 36    | 11    |
| Napoli · Italia     | 2010-11             | -     | -     | -                   | -                   | 1                          | 0                          | 1     | 0     |
| Napoli · Italia     | Total               | 34    | 11    | 2                   | 0                   | 1                          | 0                          | 37    | 11    |
| Juventus · Italia   | 2010-11             | 17    | 9     | -                   | -                   | -                          | -                          | 17    | 9     |
| Juventus · Italia   | 2011-12             | 23    | 4     | 4                   | 0                   | -                          | -                          | 27    | 4     |
| Juventus · Italia   | 2012-13             | 27    | 9     | 1                   | 0                   | 7                          | 4                          | 35    | 13    |
| Juventus · Italia   | 2013-14             | 17    | 1     | 2                   | 1                   | 4                          | 2                          | 22    | 4     |
| Juventus · Italia   | Total               | 84    | 23    | 7                   | 1                   | 11                         | 6                          | 102   | 30    |
| Torino · Italia     | 2014-15             | 34    | 13    | -                   | -                   | 12                         | 4                          | 46    | 17    |
| Torino · Italia     | 2015-16             | 16    | 5     | 2                   | 0                   | -                          | -                          | 18    | 5     |
| Torino · Italia     | Total               | 50    | 18    | 2                   | 0                   | 12                         | 4                          | 64    | 22    |
| Sampdoria · Italia  | 2015-16             | 16    | 3     | -                   | -                   | -                          | -                          | 16    | 3     |
| Sampdoria · Italia  | 2016-17             | 37    | 12    | 1                   | 0                   | -                          | -                          | 38    | 12    |
| Sampdoria · Italia  | 2017-18             | 35    | 19    | 1                   | 0                   | -                          | -                          | 36    | 19    |
| Sampdoria · Italia  | 2018-19             | 37    | 26    | 2                   | 0                   | -                          | -                          | 39    | 26    |
| Sampdoria · Italia  | 2019-20             | 28    | 11    | 1                   | 1                   | -                          | -                          | 29    | 12    |
| Sampdoria · Italia  | 2020-21             | 33    | 13    | 0                   | 0                   | -                          | -                          | 33    | 13    |
| Sampdoria · Italia  | 2021-22             | 33    | 4     | 2                   | 2                   | -                          | -                          | 35    | 6     |
| Sampdoria · Italia  | 2022-23             | 23    | 1     | 2                   | 0                   | -                          | -                          | 25    | 1     |
| Sampdoria · Italia  | Total               | 242   | 89    | 9                   | 3                   | 0                          | 0                          | 251   | 92    |
| Total en su carrera | Total en su carrera | 646   | 209   | 34                  | 7                   | 35                         | 18                         | 715   | 234   |

- (*)  Copa Italia.
- (**)  Copa de la UEFA, Liga de Campeones de la UEFA y Liga Europa de la UEFA.

## Palmarés

### Campeonatos nacionales
| Título              | Club                | País   | Año     |
| ------------------- | ------------------- | ------ | ------- |
| Serie C2            | A. C. F. Fiorentina | Italia | 2002-03 |
| Serie A             | Juventus F. C.      | Italia | 2011-12 |
| Supercopa de Italia | Juventus F. C.      | Italia | 2012    |
| Serie A             | Juventus F. C.      | Italia | 2012-13 |
| Supercopa de Italia | Juventus F. C.      | Italia | 2013    |
| Serie A             | Juventus F. C.      | Italia | 2013-14 |

### Distinciones individuales
| Distinción                               | Año     |
| ---------------------------------------- | ------- |
| Máximo goleador de la Serie A (26 goles) | 2018-19 |
| Mejor delantero de la Serie A            | 2018-19 |